# Festas Nicolinas

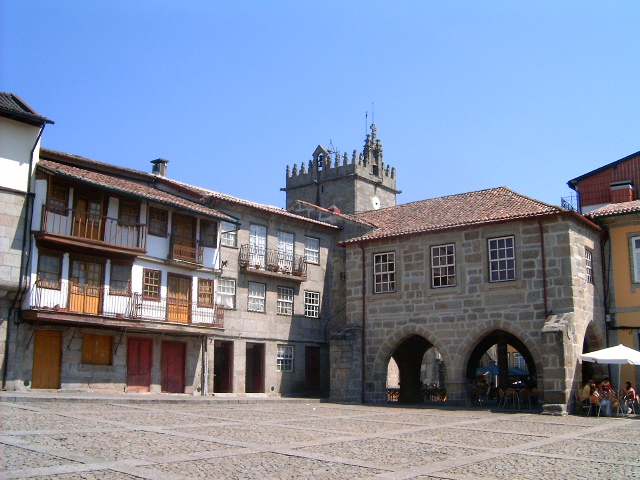
Praça de Santiago, Centro Histórico de Guimarães. Um dos locais onde decorrem as Maçãzinhas, um dos números das Festas Nicolinas.

As Festas Nicolinas são as festas dos estudantes de Guimarães, celebradas em honra de São Nicolau de Mira. A primeira referência às Festas Nicolinas é em 1664, ano em que foi construída em Guimarães a Capela de São Nicolau. Em 1691 surgem os primeiros estatutos académicos, os estatutos da Irmandade de S. Nicolau.

## História
A circunstância de em 1664 ter sido construída em Guimarães uma Capela em honra a São Nicolau e ainda o facto de em 1691 terem sido criados os estatutos da Irmandade de S. Nicolau, são factos por si só reveladores de que o culto a São Nicolau na cidade de Guimarães era bastante anterior ao século XVII, época em que materializou em edifícios e documentos estatutários. Os historiadores situam o início das Festas Nicolinas, não enquanto tal mas enquanto início do culto a S. Nicolau, durante o século XIV, altura em que o culto europeu a São Nicolau chega a Guimarães.

## Festas
As Festas Nicolinas são organizadas pela Comissão de Festas Nicolinas, composta por estudantes do sexo masculino do Liceu de Guimarães, tendo sido recentemente aberta a possibilidade de alunos pertencentes às escolas  secundárias Francisco de Holanda e Santos Simões(antiga Veiga), se fazerem representar junto da comissão. Acontecem anualmente de 29 de Novembro a 7 de Dezembro e são preenchidas por vários números, desde o Pinheiro e Ceias Nicolinas, o mais concorrido, ao Pregão da Academia Vimaranense.

### Pinheiro e Ceias Nicolinas

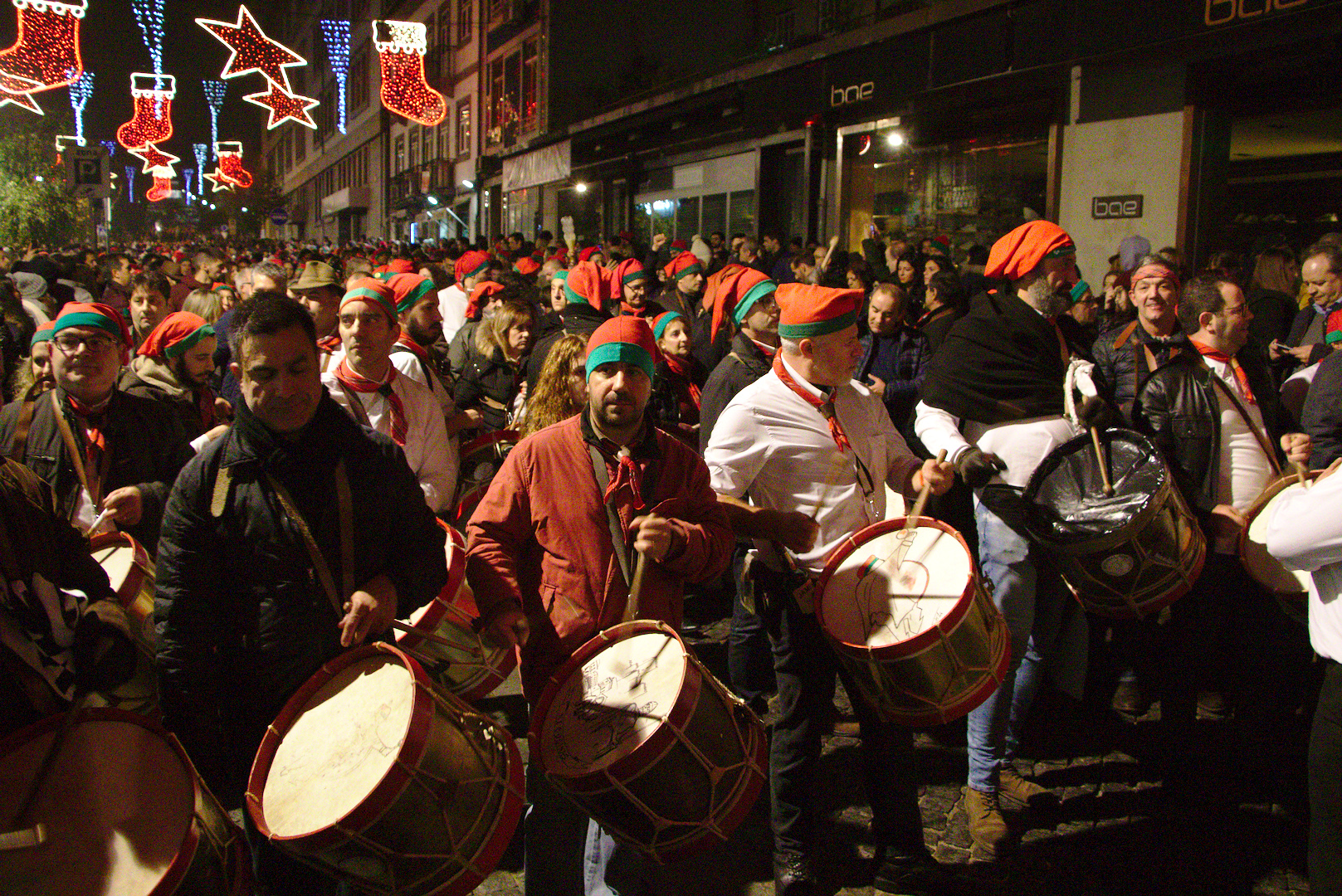
Pessoas a celebrar o Pinheiro, Nicolinas edição de 2018

Acontece a 29 de Novembro. O enterro do Pinheiro e as Ceias Nicolinas iniciam as celebrações em honra de São Nicolau. É o número mais concorrido das Festas Nicolinas. Altura em que os estudantes das secundárias de Guimarães e os antigos alunos das mesmas (pertencentes à irmandade de S. Nicolau inclusive) reúnem-se e jantam pelos restaurantes do centro de Guimarães. Tradicionalmente comem rojões com grelos e papas de sarrabulho e bebem vinho verde. No final do jantar concentram-se todos no Cano, ao lado do Campo de São Mamede, e começam o cortejo do Pinheiro pelas ruas do centro de Guimarães, ao som dos bombos e das caixas, entoando os característicos "Toques Nicolinos". Atualmente outras pessoas além dos alunos juntam-se à festa, sendo muito recentemente pessoas de localidades próximas e inclusive pessoas que a ela se dirigem do resto do país. Nesta festa nunca foi feito o chamado "comboinho".

### Novenas
Acontecem de 1 de Dezembro a 7 de Dezembro.

### Posses e Magusto
Acontece a 4 de Dezembro.

### Pregão
O Pregão de São Nicolau ou Bando Escolástico, como primitivamente designado, tem lugar no dia 5 de Dezembro. Consiste numa récita efetuada por um jovem estudante designado por Pregoeiro, em verso satírico e de crítica social, ao jeito dos antigos pregões pelos quais eram trazidas as notícias às vilas e cidades até à descoberta da imprensa. Através do Pregão e pela voz do Pregoeiro, os estudantes de Guimarães condensam num só documento e levam ao conhecimento da população as suas opiniões a sua visão crítica acerca dos eventos que tiveram lugar no último ano.

### Maçãzinhas
Acontece a 6 de Dezembro. São o número mais importante e com maior simbolismo das Festas Nicolinas, até pelo facto de se realizarem no dia mais importante, o de S. Nicolau. As raparigas não podem participar nos festejos, podendo somente assistir, no entanto elas são as destinatárias do número. Elas encontram-se nas varandas ou janelas da praça de S. Tiago de onde assistem. As Maçãzinhas são um número de clara inspiração romântica, de recuperação das antigas técnicas de galanteio, cuja particularidade se prende com o facto de apesar de nos dias de hoje, estarem já totalmente ultrapassadas, conseguirem ainda manter os seus efeitos de romantismo.

### Danças de São Nicolau
Acontece a 6 de Dezembro.

### Baile da Saudade
Tem lugar no dia 7 de Dezembro.

### Roubalheira
A data muda de ano para ano e não é divulgada.

## Candidatura a Património Oral e Imaterial da Humanidade
Nos últimos tempos tem vindo a ser defendida a candidatura das Festas Nicolinas a Património Oral e Imaterial da Humanidade.